# Saison 2016-2017 des Cavaliers de Cleveland
La saison 2016-2017 des Cavaliers de Cleveland est la 47e saison de la franchise en NBA.

## Draft
Aucun choix de draft cette année.

## Summer League
| Summer League Total: 4-3 |

| Match | Date match | Équipe      | Score        | Meilleur marqueur    | Meilleur rebondeur      | Meilleur passeur     | Lieux Spectateurs    | Série |
| ----- | ---------- | ----------- | ------------ | -------------------- | ----------------------- | -------------------- | -------------------- | ----- |
| 1     | 8 juillet  | Milwaukee   | D 75-81      | Jordan McRae (23)    | DeAndre Liggins (7)     | Kay Felder (5)       | Cox Pavilion         | 0 - 1 |
| 2     | 9 juillet  | Brooklyn    | D 73-79      | Jordan McRae (27)    | Sir'Dominic Pointer (8) | Kay Felder (4)       | Thomas & Mack Center | 0 - 2 |
| 3     | 11 juillet | Minnesota   | V 99-68      | Raphiael Putney (19) | Cory Jefferson (8)      | DeAndre Liggins (5)  | Thomas & Mack Center | 1 - 2 |
| 4     | 13 juillet | Boston      | V 98-94      | Jordan McRae (32)    | Sir'Dominic Pointer (6) | Felder, Stockton (3) | Cox Pavilion         | 2 - 2 |
| 5     | 14 juillet | L.A. Lakers | V 88-80      | Jordan McRae (36)    | DeAndre Liggins (11)    | Kay Felder (3)       | Thomas & Mack Center | 3 - 2 |
| 6     | 16 juillet | Brooklyn    | V 91-83 (OT) | Jordan McRae (25)    | Kenny Gabriel (11)      | Kay Felder (4)       | Thomas & Mack Center | 4 - 2 |
| 7     | 17 juillet | Chicago     | D 79-85      | Kay Felder (22)      | McRae, Putney (6)       | Kay Felder (5)       | Thomas & Mack Center | 4 - 3 |

## Pré-saison
| Pré-saison Total: 2-4 (Domicile : 2-2 ; Extérieur : 0-2) |

| Match | Date match | Équipe       | Score     | Meilleur marqueur   | Meilleur rebondeur    | Meilleur passeur    | Lieux Spectateurs   | Série |
| ----- | ---------- | ------------ | --------- | ------------------- | --------------------- | ------------------- | ------------------- | ----- |
| 1     | 5 octobre  | Orlando      | V 117-102 | Jordan McRae (20)   | Cory Jefferson (11)   | LeBron James (6)    | Quicken Loans Arena | 1 - 0 |
| 2     | 8 octobre  | Philadelphie | V 108-105 | Jordan McRae (20)   | Chris Andersen (6)    | McRae, Andersen (4) | Quicken Loans Arena | 2 - 0 |
| 3     | 10 octobre | @ Atlanta    | D 93-99   | Felder, Holmes (15) | Cory Jefferson (11)   | Kay Felder (6)      | Philips Arena       | 2 - 1 |
| 4     | 13 octobre | Toronto      | D 94-119  | Kevin Love (19)     | Love, Liggins (5)     | Kyrie Irving (8)    | Quicken Loans Arena | 2 - 2 |
| 5     | 14 octobre | @ Chicago    | D 108-118 | John Holland (23)   | Jonathan Holmes (6)   | Kay Felder (7)      | United Center       | 2 - 3 |
| 6     | 18 octobre | Washington   | D 91-96   | LeBron James (18)   | Tristan Thompson (10) | Iman Shumpert (5)   | Value City Arena    | 2 - 4 |

## Saison régulière
| Saison régulière Total: 51-31 (Domicile : 31-10 ; Extérieur : 20-21) |

| Match | Date match | Équipe    | Score    | Meilleur marqueur | Meilleur rebondeur    | Meilleur passeur  | Lieux Spectateurs   | Série |
| ----- | ---------- | --------- | -------- | ----------------- | --------------------- | ----------------- | ------------------- | ----- |
| 1     | 25 octobre | New York  | V 117-88 | Kyrie Irving (29) | Kevin Love (12)       | LeBron James (14) | Quicken Loans Arena | 1 - 0 |
| 2     | 28 octobre | @ Toronto | V 94-91  | Kyrie Irving (26) | Love, Thompson (10)   | LeBron James (7)  | Air Canada Centre   | 2 - 0 |
| 3     | 29 octobre | Orlando   | V 105-99 | LeBron James (23) | Tristan Thompson (12) | LeBron James (9)  | Quicken Loans Arena | 3 - 0 |

| Match | Date match   | Équipe         | Score     | Meilleur marqueur  | Meilleur rebondeur    | Meilleur passeur  | Lieux Spectateurs         | Série  |
| ----- | ------------ | -------------- | --------- | ------------------ | --------------------- | ----------------- | ------------------------- | ------ |
| 4     | 1er novembre | Houston        | V 128-120 | Kyrie Irving (32)  | LeBron James (13)     | LeBron James (8)  | Quicken Loans Arena       | 4 - 0  |
| 5     | 3 novembre   | Boston         | V 128-122 | LeBron James (30)  | Tristan Thompson (14) | LeBron James (12) | Quicken Loans Arena       | 5 - 0  |
| 6     | 5 novembre   | @ Philadelphie | V 102-101 | LeBron James (25)  | Tristan Thompson (13) | LeBron James (14) | Wells Fargo Center        | 6 - 0  |
| 7     | 8 novembre   | Atlanta        | D 106-110 | Kyrie Irving (29)  | Kevin Love (12)       | LeBron James (5)  | Quicken Loans Arena       | 6 - 1  |
| 8     | 11 novembre  | @ Washington   | V 105-94  | Kyrie Irving (29)  | Kevin Love (16)       | Kyrie Irving (6)  | Verizon Center            | 7 - 1  |
| 9     | 13 novembre  | Charlotte      | V 100-93  | Channing Frye (20) | Tristan Thompson (12) | LeBron James (8)  | Quicken Loans Arena       | 8 - 1  |
| 10    | 15 novembre  | Toronto        | V 121-117 | LeBron James (28)  | Kevin Love (13)       | LeBron James (14) | Quicken Loans Arena       | 9 - 1  |
| 11    | 16 novembre  | @ Indiana      | D 93-103  | Kevin Love (27)    | Kevin Love (16)       | Kyrie Irving (7)  | Bankers Life Fieldhouse   | 9 - 2  |
| 12    | 18 novembre  | Détroit        | V 104-81  | Kyrie Irving (25)  | Tristan Thompson (14) | Kyrie Irving (11) | Quicken Loans Arena       | 10 - 2 |
| 13    | 23 novembre  | Portland       | V 137-125 | Kevin Love (40)    | LeBron James (10)     | LeBron James (13) | Quicken Loans Arena       | 11 - 2 |
| 14    | 25 novembre  | Dallas         | V 128-90  | Kevin Love (27)    | Tristan Thompson (12) | LeBron James (11) | Quicken Loans Arena       | 12 - 2 |
| 15    | 27 novembre  | @ Philadelphie | V 112-108 | Kyrie Irving (39)  | Tristan Thompson (12) | LeBron James (13) | Wells Fargo Center        | 13 - 2 |
| 16    | 29 novembre  | @ Milwaukee    | D 101-118 | LeBron James (22)  | Kevin Love (13)       | LeBron James (4)  | BMO Harris Bradley Center | 13 - 3 |

| Match | Date match   | Équipe         | Score          | Meilleur marqueur | Meilleur rebondeur    | Meilleur passeur  | Lieux Spectateurs         | Série  |
| ----- | ------------ | -------------- | -------------- | ----------------- | --------------------- | ----------------- | ------------------------- | ------ |
| 17    | 1er décembre | L. A. Clippers | D 94-113       | Kyrie Irving (28) | Tristan Thompson (8)  | LeBron James (5)  | Quicken Loans Arena       | 13 - 4 |
| 18    | 2 décembre   | @ Chicago      | D 105-111      | LeBron James (27) | Kevin Love (9)        | LeBron James (13) | United Center             | 13 - 5 |
| 19    | 5 décembre   | @ Toronto      | V 116-112      | LeBron James (34) | Love, Thompson (14)   | James, Irving (7) | Air Canada Centre         | 14 - 5 |
| 20    | 7 décembre   | @ New York     | V 126-94       | Kyrie Irving (28) | Tristan Thompson (20) | LeBron James (7)  | Madison Square Garden     | 15 - 5 |
| 21    | 9 décembre   | Miami          | V 114-84       | Kevin Love (28)   | Kevin Love (15)       | LeBron James (8)  | Quicken Loans Arena       | 16 - 5 |
| 22    | 10 décembre  | Charlotte      | V 116-105      | LeBron James (44) | Tristan Thompson (12) | LeBron James (10) | Quicken Loans Arena       | 17 - 5 |
| 23    | 13 décembre  | Memphis        | V 103-86       | Kevin Love (29)   | Kevin Love (13)       | LeBron James (8)  | Quicken Loans Arena       | 18 - 5 |
| 24    | 14 décembre  | @ Memphis      | D 85-93        | James Jones (15)  | Tristan Thompson (11) | Kay Felder (4)    | FedExForum                | 18 - 6 |
| 25    | 17 décembre  | L. A. Lakers   | V 119-108      | Kevin Love (27)   | Kevin Love (17)       | Kyrie Irving (12) | Quicken Loans Arena       | 19 - 6 |
| 26    | 20 décembre  | @ Milwaukee    | V 114-108 (OT) | LeBron James (34) | James, Thompson (12)  | LeBron James (7)  | BMO Harris Bradley Center | 20 - 6 |
| 27    | 21 décembre  | Milwaukee      | V 113-102      | Kyrie Irving (31) | Tristan Thompson (15) | Kyrie Irving (13) | Quicken Loans Arena       | 21 - 6 |
| 28    | 23 décembre  | Brooklyn       | V 119-99       | LeBron James (19) | Kevin Love (15)       | Kyrie Irving (10) | Quicken Loans Arena       | 22 - 6 |
| 29    | 25 décembre  | Golden State   | V 109-108      | LeBron James (31) | LeBron James (13)     | Kyrie Irving (10) | Quicken Loans Arena       | 23 - 6 |
| 30    | 26 décembre  | @ Détroit      | D 90-106       | Kyrie Irving (18) | Kevin Love (14)       | Kyrie Irving (8)  | Palace of Auburn Hills    | 23 - 7 |
| 31    | 29 décembre  | Boston         | V 124-118      | Kyrie Irving (32) | Kevin Love (15)       | Kyrie Irving (12) | Quicken Loans Arena       | 24 - 7 |
| 32    | 31 décembre  | @ Charlotte    | V 121-109      | LeBron James (32) | Kevin Love (10)       | LeBron James (9)  | Time Warner Cable Arena   | 25 - 7 |

| Match | Date match | Équipe             | Score          | Meilleur marqueur  | Meilleur rebondeur     | Meilleur passeur  | Lieux Spectateurs          | Série   |
| ----- | ---------- | ------------------ | -------------- | ------------------ | ---------------------- | ----------------- | -------------------------- | ------- |
| 33    | 2 janvier  | Nouvelle-Orléans   | V 90-82        | LeBron James (26)  | Richard Jefferson (12) | LeBron James (6)  | Quicken Loans Arena        | 26 - 7  |
| 34    | 4 janvier  | Chicago            | D 94-106       | LeBron James (31)  | Tristan Thompson (11)  | LeBron James (7)  | Quicken Loans Arena        | 26 - 8  |
| 35    | 6 janvier  | @ Brooklyn         | V 116-108      | LeBron James (36)  | Kevin Love (13)        | LeBron James (6)  | Barclays Center            | 27 - 8  |
| 36    | 8 janvier  | @ Phoenix          | V 120-116      | LeBron James (28)  | Love, Thompson (10)    | Kyrie Irving (7)  | Talking Stick Resort Arena | 28 - 8  |
| 37    | 10 janvier | @ Utah             | 92-100         | LeBron James (29)  | Tristan Thompson (12)  | LeBron James (5)  | Vivint Smart Home Arena    | 28 - 9  |
| 38    | 11 janvier | @ Portland         | 86-102         | LeBron James (20)  | LeBron James (11)      | LeBron James (4)  | Moda Center                | 28 - 10 |
| 39    | 13 janvier | @ Sacramento       | V 120-108      | Kyrie Irving (26)  | Kevin Love (18)        | LeBron James (15) | Golden 1 Center            | 29 - 10 |
| 40    | 16 janvier | @ Golden State     | D 91-126       | LeBron James (20)  | Iman Shumpert (9)      | Kay Felder (3)    | Oracle Arena               | 29 - 11 |
| 41    | 19 janvier | Phoenix            | V 118-103      | Kyrie Irving (26)  | Channing Frye (10)     | LeBron James (15) | Quicken Loans Arena        | 30 - 11 |
| 42    | 21 janvier | San Antonio        | D 115-118 (OT) | James, Irving (29) | Tristan Thompson (12)  | Kyrie Irving (9)  | Quicken Loans Arena        | 30 - 12 |
| 43    | 23 janvier | @ Nouvelle-Orléans | D 122-124      | Kyrie Irving (49)  | Kevin Love (16)        | LeBron James (12) | Smoothie King Center       | 30 - 13 |
| 44    | 25 janvier | Sacramento         | D 112-116 (OT) | LeBron James (24)  | Kevin Love (16)        | LeBron James (11) | Quicken Loans Arena        | 30 - 14 |
| 45    | 27 janvier | Brooklyn           | V 124-116      | LeBron James (31)  | Kevin Love (14)        | LeBron James (11) | Quicken Loans Arena        | 31 - 14 |
| 46    | 29 janvier | Oklahoma City      | V 107-91       | Kyrie Irving (29)  | LeBron James (14)      | Kyrie Irving (10) | Quicken Loans Arena        | 32 - 14 |
| 47    | 30 janvier | @ Dallas           | D 97-104       | LeBron James (23)  | LeBron James (9)       | LeBron James (9)  | American Airlines Center   | 32 - 15 |

| Match               | Date match  | Équipe          | Score          | Meilleur marqueur   | Meilleur rebondeur    | Meilleur passeur  | Lieux Spectateurs       | Série   |
| ------------------- | ----------- | --------------- | -------------- | ------------------- | --------------------- | ----------------- | ----------------------- | ------- |
| 48                  | 1er février | Minnesota       | V 125-97       | LeBron James (27)   | Tristan Thompson (14) | Kyrie Irving (14) | Quicken Loans Arena     | 33 - 15 |
| 49                  | 4 février   | @ New York      | V 111-104      | LeBron James (32)   | Kevin Love (16)       | LeBron James (10) | Madison Square Garden   | 34 - 15 |
| 50                  | 6 février   | @ Washington    | V 140-135 (OT) | Kevin Love (39)     | Love, Thompson (12)   | LeBron James (17) | Verizon Center          | 35 - 15 |
| 51                  | 8 février   | @ Indiana       | V 132-117      | Irving, Korver (29) | Love, Thompson (10)   | LeBron James (9)  | Bankers Life Fieldhouse | 36 - 15 |
| 52                  | 9 février   | @ Oklahoma City | D 109-118      | Kyrie Irving (28)   | Kevin Love (12)       | LeBron James (7)  | Chesapeake Energy Arena | 36 - 16 |
| 53                  | 11 février  | Denver          | V 125-109      | Irving, James (27)  | Tristan Thompson (13) | LeBron James (12) | Quicken Loans Arena     | 37 - 16 |
| 54                  | 14 février  | @ Minnesota     | V 116-108      | Irving, James (25)  | Tristan Thompson (11) | LeBron James (14) | Target Center           | 38 - 16 |
| 55                  | 15 février  | Indiana         | V 113-104      | LeBron James (31)   | Tristan Thompson (12) | Kyrie Irving (7)  | Quicken Loans Arena     | 39 - 16 |
| All-Star Break 2017 |             |                 |                |                     |                       |                   |                         |         |
| 56                  | 23 février  | New York        | V 119-104      | Kyrie Irving (23)   | Tristan Thompson (14) | LeBron James (15) | Quicken Loans Arena     | 40 - 16 |
| 57                  | 25 février  | Chicago         | D 99-117       | Kyrie Irving (34)   | Irving, Thompson (9)  | Kyrie Irving (7)  | Quicken Loans Arena     | 40 - 17 |
| 58                  | 27 février  | Milwaukee       | V 102-95       | Kyrie Irving (25)   | LeBron James (10)     | Kyrie Irving (9)  | Quicken Loans Arena     | 41 - 17 |

| Match | Date match | Équipe          | Score     | Meilleur marqueur      | Meilleur rebondeur    | Meilleur passeur   | Lieux Spectateurs          | Série   |
| ----- | ---------- | --------------- | --------- | ---------------------- | --------------------- | ------------------ | -------------------------- | ------- |
| 59    | 1er mars   | @ Boston        | D 99-103  | Irving, James (28)     | James, Thompson (13)  | LeBron James (10)  | TD Garden                  | 41 - 18 |
| 60    | 3 mars     | @ Atlanta       | V 135-130 | Kyrie Irving (43)      | LeBron James (13)     | Kyrie Irving (9)   | Philips Arena              | 42 - 18 |
| 61    | 4 mars     | @ Miami         | D 92-120  | Channing Frye (21)     | DeAndre Liggins (8)   | Deron Williams (7) | American Airlines Arena    | 42 - 19 |
| 62    | 6 mars     | Miami           | 98-106    | Kyrie Irving (32)      | LeBron James (17)     | LeBron James (6)   | Quicken Loans Arena        | 42 - 20 |
| 63    | 9 mars     | @ Détroit       | D 101-106 | LeBron James (29)      | LeBron James (13)     | LeBron James (10)  | The Palace of Auburn Hills | 42 - 21 |
| 64    | 11 mars    | @ Orlando       | V 116-104 | LeBron James (24)      | Tristan Thompson (13) | LeBron James (13)  | Amway Center               | 43 - 21 |
| 65    | 12 mars    | @ Houston       | D 112-117 | LeBron James (30)      | Tristan Thompson (8)  | Kyrie Irving (8)   | Toyota Center              | 43 - 22 |
| 66    | 14 mars    | Détroit         | V 128-96  | Kyrie Irving (26)      | LeBron James (11)     | LeBron James (12)  | Quicken Loans Arena        | 44 - 22 |
| 67    | 16 mars    | Utah            | V 91-83   | LeBron James (33)      | LeBron James (10)     | LeBron James (6)   | Quicken Loans Arena        | 45 - 22 |
| 68    | 18 mars    | @ L.A. Clippers | D 78-108  | Richard Jefferson (12) | 3 joueurs (6)         | Deron Williams (5) | Staples Center             | 45 - 23 |
| 69    | 19 mars    | @ L.A. Lakers   | V 125-120 | Kyrie Irving (46)      | Kevin Love (15)       | LeBron James (7)   | Staples Center             | 46 - 23 |
| 70    | 22 mars    | @ Denver        | D 113-126 | Kyrie Irving (33)      | Kevin Love (7)        | LeBron James (5)   | Pepsi Center               | 46 - 24 |
| 71    | 24 mars    | @ Charlotte     | V 112-105 | LeBron James (32)      | Kevin Love (12)       | LeBron James (11)  | Spectrum Center            | 47 - 24 |
| 72    | 25 mars    | Washington      | D 115-127 | LeBron James (24)      | LeBron James (11)     | LeBron James (8)   | Quicken Loans Arena        | 47 - 25 |
| 73    | 27 mars    | @ San Antonio   | D 74-103  | LeBron James (17)      | LeBron James (8)      | LeBron James (8)   | AT&T Center                | 47 - 26 |
| 74    | 30 mars    | @ Chicago       | D 93-99   | LeBron James (26)      | James, Love (10)      | LeBron James (8)   | United Center              | 47 - 27 |
| 75    | 31 mars    | Philadelphie    | V 122-105 | LeBron James (34)      | Tristan Thompson (11) | Kyrie Irving (9)   | Quicken Loans Arena        | 48 - 27 |

| Match | Date match | Équipe    | Score           | Meilleur marqueur   | Meilleur rebondeur  | Meilleur passeur    | Lieux Spectateurs       | Série   |
| ----- | ---------- | --------- | --------------- | ------------------- | ------------------- | ------------------- | ----------------------- | ------- |
| 76    | 2 avril    | Indiana   | V 135-130 (OT2) | LeBron James (41)   | LeBron James (16)   | LeBron James (11)   | Quicken Loans Arena     | 49 - 27 |
| 77    | 4 avril    | Orlando   | V 122-102       | Kevin Love (28)     | James, Love (11)    | LeBron James (11)   | Quicken Loans Arena     | 50 - 27 |
| 78    | 5 avril    | @ Boston  | V 114-91        | LeBron James (36)   | Kevin Love (16)     | LeBron James (6)    | TD Garden               | 51 - 27 |
| 79    | 7 avril    | Atlanta   | D 100-114       | LeBron James (27)   | Kevin Love (15)     | Irving, James (7)   | Quicken Loans Arena     | 51 - 28 |
| 80    | 9 avril    | @ Atlanta | D 125-126 (OT)  | Kyrie Irving (45)   | LeBron James (16)   | LeBron James (10)   | Philips Arena           | 51 - 29 |
| 81    | 10 avril   | @ Miami   | D 121-124 (OT)  | Deron Williams (35) | Kevin Love (10)     | Deron Williams (9)  | American Airlines Arena | 51 - 30 |
| 82    | 12 avril   | Toronto   | D 83-98         | Iman Shumpert (11)  | Walter Tavares (10) | Williams, Smith (4) | Quicken Loans Arena     | 51 - 31 |

## Playoffs
| Playoffs Total: 13-5 (Domicile : 7-1 ; Extérieur : 6-3) |

| Match | Date match | Équipe    | Score     | Meilleur marqueur | Meilleur rebondeur    | Meilleur passeur  | Lieux Spectateurs       | Série |
| ----- | ---------- | --------- | --------- | ----------------- | --------------------- | ----------------- | ----------------------- | ----- |
| 1     | 15 avril   | Indiana   | V 109-108 | LeBron James (32) | Tristan Thompson (13) | LeBron James (13) | Quicken Loans Arena     | 1 - 0 |
| 2     | 17 avril   | Indiana   | V 117-111 | Kyrie Irving (37) | Kevin Love (11)       | LeBron James (7)  | Quicken Loans Arena     | 2 - 0 |
| 3     | 20 avril   | @ Indiana | V 119-114 | LeBron James (41) | LeBron James (13)     | LeBron James (12) | Bankers Life Fieldhouse | 3 - 0 |
| 4     | 23 avril   | @ Indiana | V 106-102 | LeBron James (33) | Kevin Love (16)       | LeBron James (4)  | Bankers Life Fieldhouse | 4 - 0 |

| Match | Date match | Équipe    | Score     | Meilleur marqueur | Meilleur rebondeur    | Meilleur passeur  | Lieux Spectateurs   | Série |
| ----- | ---------- | --------- | --------- | ----------------- | --------------------- | ----------------- | ------------------- | ----- |
| 1     | 1er mai    | Toronto   | V 116-105 | LeBron James (35) | Tristan Thompson (14) | Kyrie Irving (10) | Quicken Loans Arena | 1 - 0 |
| 2     | 3 mai      | Toronto   | V 125-103 | LeBron James (39) | Tristan Thompson (9)  | Kyrie Irving (11) | Quicken Loans Arena | 2 - 0 |
| 3     | 5 mai      | @ Toronto | V 115-94  | LeBron James (35) | Kevin Love (13)       | LeBron James (7)  | Centre Air Canada   | 3 - 0 |
| 4     | 7 mai      | @ Toronto | V 109-102 | LeBron James (35) | LeBron James (10)     | Kyrie Irving (9)  | Centre Air Canada   | 4 - 0 |

| Match | Date match | Équipe   | Score     | Meilleur marqueur | Meilleur rebondeur    | Meilleur passeur | Lieux Spectateurs   | Série |
| ----- | ---------- | -------- | --------- | ----------------- | --------------------- | ---------------- | ------------------- | ----- |
| 1     | 17 mai     | @ Boston | V 117-104 | LeBron James (38) | Kevin Love (12)       | LeBron James (7) | TD Garden           | 1 - 0 |
| 2     | 19 mai     | @ Boston | V 130-86  | LeBron James (30) | Kevin Love (12)       | LeBron James (7) | TD Garden           | 2 - 0 |
| 3     | 21 mai     | Boston   | D 108-111 | Kyrie Irving (29) | Tristan Thompson (13) | Kyrie Irving (7) | Quicken Loans Arena | 2 - 1 |
| 4     | 23 mai     | Boston   | V 112-99  | Kyrie Irving (42) | Kevin Love (17)       | LeBron James (6) | Quicken Loans Arena | 3 - 1 |
| 5     | 25 mai     | @ Boston | V 135-102 | LeBron James (35) | Kevin Love (11)       | LeBron James (8) | TD Garden           | 4 - 1 |

| Match | Date match | Équipe         | Score     | Meilleur marqueur | Meilleur rebondeur   | Meilleur passeur  | Lieux Spectateurs   | Série |
| ----- | ---------- | -------------- | --------- | ----------------- | -------------------- | ----------------- | ------------------- | ----- |
| 1     | 1er juin   | @ Golden State | D 91-113  | LeBron James (28) | Kevin Love (21)      | LeBron James (8)  | Oracle Arena        | 0 - 1 |
| 2     | 4 juin     | @ Golden State | D 113-132 | LeBron James (29) | LeBron James (11)    | LeBron James (14) | Oracle Arena        | 0 - 2 |
| 3     | 7 juin     | Golden State   | D 113-118 | LeBron James (39) | Kevin Love (13)      | LeBron James (9)  | Quicken Loans Arena | 0 - 3 |
| 4     | 9 juin     | Golden State   | V 137-116 | Kyrie Irving (40) | James, Thompson (10) | LeBron James (11) | Quicken Loans Arena | 1 - 3 |
| 5     | 12 juin    | @ Golden State | D 120-129 | LeBron James (41) | LeBron James (13)    | LeBron James (8)  | Oracle Arena        | 1 - 4 |

## Confrontations
| Conférence Est      | Conférence Est                              | Conférence Est                              | Conférence Est                              | Conférence Est                              | Conférence Ouest                            | Conférence Ouest                            | Conférence Ouest                            |
| Division Atlantique | Division Atlantique                         | Division Atlantique                         | Division Atlantique                         | Division Atlantique                         | Division Nord-Ouest                         | Division Nord-Ouest                         | Division Nord-Ouest                         |
| Équipe              | Domicile                                    | Domicile                                    | Extérieur                                   | Extérieur                                   | Équipe                                      | Domicile                                    | Extérieur                                   |
| ------------------- | ------------------------------------------- | ------------------------------------------- | ------------------------------------------- | ------------------------------------------- | ------------------------------------------- | ------------------------------------------- | ------------------------------------------- |
| Boston              | 128-122                                     | 124-118                                     | 99-103                                      | 114-91                                      | Denver                                      | 125-109                                     | 113-126                                     |
| Brooklyn            | 119-99                                      | 124-116                                     | 116-108                                     |                                             | Minnesota                                   | 125-97                                      | 116-108                                     |
| New York            | 117-88                                      | 119-104                                     | 126-94                                      | 111-104                                     | Oklahoma City                               | 107-91                                      | 109-118                                     |
| Philadelphie        | 122-105                                     |                                             | 102-101                                     | 112-108                                     | Portland                                    | 137-125                                     | 86-102                                      |
| Toronto             | 121-117                                     |                                             | 94-91                                       | 116-112                                     | Utah                                        | 91-83                                       | 92-100                                      |
|                     | 8–0                                         | 8–0                                         | 8–1                                         | 8–1                                         |                                             | 5–0                                         | 1–4                                         |
| Division            | 16–1                                        | 16–1                                        | 16–1                                        | 16–1                                        | Division                                    | 6–4                                         | 6–4                                         |
| Division Centrale   | Division Centrale                           | Division Centrale                           | Division Centrale                           | Division Centrale                           | Division Pacifique                          | Division Pacifique                          | Division Pacifique                          |
| Equipe              | Domicile                                    | Domicile                                    | Extérieur                                   | Extérieur                                   | Equipe                                      | Domicile                                    | Extérieur                                   |
| Chicago             | 94-106                                      | 99-117                                      | 105-111                                     | 93-99                                       | Golden State                                | 109-108                                     | 91-126                                      |
|                     |                                             |                                             |                                             |                                             | L.A. Clippers                               | 94-113                                      | 78-108                                      |
| Detroit             | 104-81                                      | 128-96                                      | 90-106                                      | 101-106                                     | L.A. Lakers                                 | 119-108                                     | 125-120                                     |
| Indiana             | 113-104                                     | 135-130 (2OT)                               | 93-103                                      | 132-117                                     | Phoenix                                     | 118-103                                     | 120-116                                     |
| Milwaukee           | 113-102                                     | 102-95                                      | 101-118                                     | 114-108 (OT)                                | Sacramento                                  | 112-116 (OT)                                | 120-108                                     |
|                     | 6–2                                         | 6–2                                         | 2–6                                         | 2–6                                         |                                             | 3–2                                         | 3–2                                         |
| Division            | 8–8                                         | 8–8                                         | 8–8                                         | 8–8                                         | Division                                    | 6–4                                         | 6–4                                         |
| Division Sud-Est    | Division Sud-Est                            | Division Sud-Est                            | Division Sud-Est                            | Division Sud-Est                            | Division Sud-Ouest                          | Division Sud-Ouest                          | Division Sud-Ouest                          |
| Equipe              | Domicile                                    | Domicile                                    | Extérieur                                   | Extérieur                                   | Equipe                                      | Domicile                                    | Extérieur                                   |
| Atlanta             | 106-110                                     | 100-114                                     | 135-130                                     | 125-126 (OT)                                | Dallas                                      | 128-90                                      | 97-104                                      |
| Charlotte           | 100-93                                      | 116-105                                     | 121-109                                     | 112-105                                     | Houston                                     | 128-120                                     | 112-117                                     |
| Miami               | 114-84                                      | 98-106                                      | 92-120                                      | 121-124 (OT)                                | Memphis                                     | 103-86                                      | 85-93                                       |
| Orlando             | 105-99                                      | 122-102                                     | 116-104                                     |                                             | New Orleans                                 | 90-82                                       | 122-124                                     |
| Washington          | 115-127                                     |                                             | 105-94                                      | 140-135 (OT)                                | San Antonio                                 | 115-118 (OT)                                | 74-103                                      |
|                     | 5–4                                         | 5–4                                         | 6–3                                         | 6–3                                         |                                             | 4–1                                         | 0–5                                         |
| Division            | 11–7                                        | 11–7                                        | 11–7                                        | 11–7                                        | Division                                    | 4–6                                         | 4–6                                         |
| Conférence          | 35–16 (Domicile : 19–6 ; Extérieur : 16–10) | 35–16 (Domicile : 19–6 ; Extérieur : 16–10) | 35–16 (Domicile : 19–6 ; Extérieur : 16–10) | 35–16 (Domicile : 19–6 ; Extérieur : 16–10) | Conférence                                  | 16–14 (Domicile : 12–3 ; Extérieur : 4–11)  | 16–14 (Domicile : 12–3 ; Extérieur : 4–11)  |
| Total               | 51–30 (Domicile : 31–9 ; Extérieur : 20–21) | 51–30 (Domicile : 31–9 ; Extérieur : 20–21) | 51–30 (Domicile : 31–9 ; Extérieur : 20–21) | 51–30 (Domicile : 31–9 ; Extérieur : 20–21) | 51–30 (Domicile : 31–9 ; Extérieur : 20–21) | 51–30 (Domicile : 31–9 ; Extérieur : 20–21) | 51–30 (Domicile : 31–9 ; Extérieur : 20–21) |

## Effectif actuel
| Cavaliers de Cleveland Effectif actuel |    |                        |                   |                                   |
| Entraîneur : Tyronn Lue                |    |                        |                   |                                   |
| Pivot, Ailier fort                     | 6  | Drapeau de l'Australie | Andrew Bogut      | Utah                              |
| Meneur                                 | 20 | Drapeau des États-Unis | Kay Felder        | Oakland                           |
| Ailier fort, Pivot                     | 8  | Drapeau des États-Unis | Channing Frye     | Arizona                           |
| Meneur                                 | 2  | Drapeau des États-Unis | Kyrie Irving (C)  | Duke                              |
| Ailier                                 | 23 | Drapeau des États-Unis | LeBron James (C)  | St Vincent St Mary HS             |
| Ailier                                 | 24 | Drapeau des États-Unis | Richard Jefferson | Arizona                           |
| Ailier                                 | 1  | Drapeau des États-Unis | James Jones       | Miami                             |
| Arrière, Ailier                        | 26 | Drapeau des États-Unis | Kyle Korver       | Creighton                         |
| Arrière                                | 14 | Drapeau des États-Unis | DeAndre Liggins   | Kentucky                          |
| Ailier fort                            | 0  | Drapeau des États-Unis | Kevin Love (C)    | UCLA                              |
| Pivot                                  | 9  | Drapeau des États-Unis | Larry Sanders     | Virginia Commonwealth             |
| Arrière, Ailier                        | 4  | Drapeau des États-Unis | Iman Shumpert     | Georgia Tech                      |
| Arrière                                | 5  | Drapeau des États-Unis | J. R. Smith       | Saint Benedict's Preparatory (NJ) |
| Ailier fort                            | 13 | Drapeau du Canada      | Tristan Thompson  | Texas                             |
| Ailier                                 | 31 | Drapeau des États-Unis | Deron Williams    | Illinois                          |
| Meneur                                 | 3  | Drapeau des États-Unis | Derrick Williams  | Arizona                           |
| (C) Capitaine, Blessé                  |    |                        |                   |                                   |

## Contrats et salaires 2015-2016
| Joueur            | Poste          | Âge            | Exp            | Contrat                 | Salaire 2015-2016 | Fin du contrat |
| ----------------- | -------------- | -------------- | -------------- | ----------------------- | ----------------- | -------------- |
| Joueurs actuels   |                |                |                |                         |                   |                |
| Chris Andersen    | PF             | 38             | 14             | 1 551 659 $ sur 1 an    | 980,431 $         | 2017           |
| Kay Felder        | PG             | 21             | -              | 2 498 982 $ sur 3 ans   | 543,471 $         | 2019           |
| Channing Frye     | PF             | 33             | 10             | 32 000 000 $ sur 4 ans  | 7 806 971 $       | 2018           |
| Kyrie Irving      | PG             | 24             | 5              | 94 343 126 $ sur 5 ans  | 17 638 063 $      | 2020           |
| LeBron James      | SF             | 31             | 13             | 99 857 127 $ sur 3 ans  | 30 963 450 $      | 2019           |
| Richard Jefferson | SF             | 36             | 15             | 7 612 500 $ sur 3 ans   | 2 500 000 $       | 2019           |
| James Jones       | SG             | 36             | 13             | 1 551 659 $ sur 1 an    | 980,431 $         | 2017           |
| Kyle Korver       | SG             | 35             | 13             | 24 000 000 $ sur 4 ans  | 5 239 437 $       | 2017           |
| DeAndre Liggins   | SG             | 28             | 3              | 1 015 696 $ sur 1 an    | 1 015 696 $       | 2018           |
| Kevin Love        | PF             | 28             | 8              | 113 211 750 $ sur 5 ans | 21 165 675 $      | 2020           |
| Jordan McRae      | SG             | 25             | 1              | 985,832 $ sur 2 ans     | 874,636 $         | 2017           |
| Iman Shumpert     | SG             | 26             | 5              | 40 000 000 $ sur 4 ans  | 9 662 921 $       | 2019           |
| J. R. Smith       | SG             | 31             | 12             | 57 000 000 $ sur 4 ans  | 12 800 000 $      | 2020           |
| Tristan Thompson  | C              | 25             | 5              | 82 000 000 $ sur 5 ans  | 15 330 435 $      | 2020           |
| Total salaire     | Total salaire  | Total salaire  | Total salaire  | Total salaire           | 127 501 617 $     | -              |
| Joueurs coupés    | Joueurs coupés | Joueurs coupés | Joueurs coupés | Joueurs coupés          | 18,255 $          | -              |
|                   |                |                |                |                         |                   |                |
| Total             | Total          | Total          | Total          | Total                   | 127 519 872 $     | Différence     |
| Salary Cap        | Salary Cap     | Salary Cap     | Salary Cap     | Salary Cap              | 94 143 000 $      | - 33 376 872 $ |
| Luxury Tax        | Luxury Tax     | Luxury Tax     | Luxury Tax     | Luxury Tax              | 113 287 000 $     | - 14 338 667 $ |

- 2017 = Joueurs qui peuvent quitter le club à la fin de cette saison.
- 2017 = Joueur agent libre restreint en fin de saison.
- *Contrat non garanti

## Transferts

### Échanges
| Juin            | Juin | Juin                                                                                | Juin                   |
| --------------- | --- | ----------------------------------------------------------------------------------- | ---------------------- |
| 23 juin 2016    | Échange à deux équipes                                                                                                  | Échange à deux équipes                                                              | Échange à deux équipes |
| 23 juin 2016    | Vers Hawks d'Atlanta - Compensation financière                                                                          | Vers Cavaliers de Cleveland - Droits sur le 54e choix de la Draft 2016 : Kay Felder | [ 2 ]                  |
| Juillet         | |                                                                                     |                        |
| 7 juillet 2016  | Échange à deux équipes                                                                                                  | Échange à deux équipes                                                              | Échange à deux équipes |
| 7 juillet 2016  | Vers Cavaliers de Cleveland - Droits sur Albert Miralles - Compensation financière - trade exception                    | Vers Bucks de Milwaukee - Matthew Dellavedova (Sign and trade)                      | [ 3 ]                  |
| 7 juillet 2016  | Échange à deux équipes                                                                                                  |                                                                                     |                        |
| 7 juillet 2016  | Vers Cavaliers de Cleveland - Mike Dunleavy Jr. - Droits sur Vladimir Veremeenko                                        | Vers Bulls de Chicago - Droits sur Albert Miralles                                  | [ 4 ]                  |
| 15 juillet 2016 | Échange à deux équipes                                                                                                  | Échange à deux équipes                                                              | Échange à deux équipes |
| 15 juillet 2016 | Vers Cavaliers de Cleveland - Droits sur Chukwudiebere Maduabum                                                         | Vers 76ers de Philadelphie - Sasha Kaun - Compensation financière                   | [ 5 ]                  |
| Janvier         | |                                                                                     |                        |
| 7 janvier 2017  | Échange à deux équipes                                                                                                  | Échange à deux équipes                                                              | Échange à deux équipes |
| 7 janvier 2017  | Vers Hawks d'Atlanta - Mike Dunleavy Jr. - Mo Williams - Premier tour de draft 2019 (protégé) - Compensation financière | Vers Cavaliers de Cleveland - Kyle Korver                                           | ,                      |

### Joueurs qui re-signent
| Joueur | Contrat | Référence |
| ------ | ------- | --------- |

#### Options joueur et équipe
| Date    | Joueur           | Option                                                                                    |
| ------- | ---------------- | ----------------------------------------------------------------------------------------- |
| 13 juin | Maurice Williams | Exerce son option joueur de 2 190 000 $ pour la saison 2016-2017                          |
| 16 juin | J. R. Smith      | Décline son option joueur de 5 380 000 $ pour la saison 2016-2017 et devient agent libre  |
| 28 juin | Jordan McRae     | Cleveland exerce son option d'équipe de 875,000 $ pour la saison 2016-2017                |
| 28 juin | LeBron James     | Décline son option joueur de 24 000 000 $ pour la saison 2016-2017 et devient agent libre |

### Arrivées
| Joueur         | Contrat                         | Provenance           | Référence |
| -------------- | ------------------------------- | -------------------- | --------- |
| Chris Andersen | Contrat de 1 550 000 $ sur 1 an | Grizzlies de Memphis | [ 8 ]     |

### Départs
| Joueur              | Raison départ         | Nouvelle équipe ¹     | Référence |
| ------------------- | --------------------- | --------------------- | --------- |
| Matthew Dellavedova | Agent libre restreint | Bucks de Milwaukee    | [ 9 ]     |
| Joe Harris          | Agent libre           | Nets de Brooklyn      | [ 10 ]    |
| Timofeï Mozgov      | Agent libre           | Lakers de Los Angeles | [ 11 ]    |

¹ Il s'agit de l’équipe pour laquelle le joueur a signé après son départ, il a pu entre-temps changer d'équipe ou encore de pays.